# Dyschiriognatha argyrostilba
Dyschiriognatha argyrostilba – gatunek pająka z rodziny kwadratnikowatych. Podstawowe ubarwienie ciała jest żółtawobrązowo-żółtawoszare. Zasiedla różne rejony Afryki.

## Taksonomia
Gatunek ten został opisany w 1876 z Egiptu przez Octaviusa Pickarda-Cambridge'a jako Pachygnatha argyrostilba. W 1969 r. Åke Holm opublikował listę gatunków Dyschiriognatha z regionu atlantyckiego, w której użył nazwy D. sanctahelenensis dla nowego gatunku z Wyspy Św. Heleny, jednak w opublikowanym jeszcze w tym samym roku opisie nadał mu nazwę D. atlantica. W związku z tym pierwsza nazwa uznawana jest za nomen nudum, druga natomiast została zsynonimizowana w 1994 przez Roberta Bosmansa i Jana Bosselaersa.

## Opis

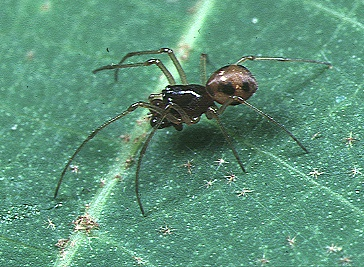
Samiec pokrewnego D. dentata przedstawiony dla ilustracji pokroju ciała

Pająk o ciele długości od 1,96 mm do 2,76 mm. Obie płcie charakteryzuje umieszczenie przetchlinek tchawkowych między ¼ a ⅓ drogi od kądziołków do przetchlinek płucotchawek.
Samiec ma żółtobrązowy karapaks z dwoma bocznymi, ciemniejszymi przepaskami i oczami przynajmniej nieco czarno obrzeżonymi. Nadustek jest u niego trzykrotnie szerszy niż wyższy. Sternum żółtobrązowe z ciemniejszymi brzegami, punktowane. Pomarszczone, żółtobrązowe szczękoczułki mają po 6 ząbków i kolankowato zgięty kieł. Odnóża jasnożółte. Opistosoma żółtawoszara do jasnoszarej z ciemnoszarymi znakami i białymi łatkami. Na nogogłaszczkach embolus i konduktor wyraźnie mniejsze od dużego, kulistego tegulum. W starszych opisach obecna na niektórych nogogłaszczkach samców dłuższa lub krótsza struktura, będąca przedłużeniem embolusa, określana jest mianem stylusa, jednak według M.I. Saaristo jest to artefakt, prawdopodobnie powstały ze stwardniałych płynów nasiennych w wyniku zabiegów preparacyjnych.
Karapaks samicy jest żółtobrązowy z ciemniejszymi brzegami i czarno obrzeżonymi oczami. Słabo punktowane sternum wchodzi między biodra drugiej i trzeciej pary odnóży. Na szczękoczułkach obecne 4 mniejsze ząbki, położone zakrawędziowo i 3 większe, położone przedkrawędziowo. Opistosoma żółtawoszara, z wierzchu z ciemnoszarymi znakami i białymi łatkami, podobnymi do tych u samców, od spodu zaś z rdzawym poprzecznym pasem, łączącym przetchlinki płucotchawkowe i czterema połyskującymi, białymi łatkami: dwoma bocznymi i dwoma blisko kądziołków. Słabo widoczny otwór płciowy ulokowany jest w połowie odległości między przetchlinkami tchawkowymi a płucotchawkowymi i zaopatrzony w prostej budowy wulwę.
Osobniki z różnych krajów różnią się wielkością oczu. Ponadto te z Zairu są znacznie jaśniejsze od innych.

## Rozprzestrzenienie
Gatunek podawany z Egiptu, Etiopii, Kamerunu, Demokratycznej Republiki Konga (Zairu), Wyspy Świętej Heleny oraz Aride Island w archipelagu Seszeli. Prawdopodobnie jest pospolity i szeroko rozprzestrzeniony na obszarze Afryki.